# Saari, Salo
Saari är en halvö i Finland. Den ligger i sjön Enäjärvi och i kommunen Salo i den ekonomiska regionen  Salo och landskapet Egentliga Finland, i den södra delen av landet, 70 km väster om huvudstaden Helsingfors.